# Handel's Homemade Ice Cream & Yogurt
A Handel's Homemade Ice Cream é uma franquia americana de sorvete fundada por Alice Handel em 1945 em Youngstown, Ohio. Em janeiro de 2024, a empresa operava 125 lojas corporativas e franqueadas em 12 estados. Hoje, ela pertence a Leonard Fisher e mantém uma sede corporativa em Canfield, Ohio. A Handel's também tem seu próprio distrito de bairro localizado em Youngstown.

## História
A Handel's Ice Cream teve início quando Alice Handel começou a servir sorvete no posto de gasolina de seu marido em Youngstown, Ohio, no verão de 1945. Os primeiros lotes foram feitos com frutas frescas que ela colhia em seu próprio quintal, com receitas antigas. A Handel's inclui unidades em Ohio e em outros 13 estados dos Estados Unidos. O cardápio também se expandiu para mais de 150 sabores de sorvete caseiro.

## Reconhecimento
Seu sucesso foi relatado em várias publicações, incluindo o Travel Channel, que reconheceu a Handel's como “Uma das melhores sorveterias do país”. Em julho de 2002, o USA Today a classificou como uma das dez melhores empresas de sorvete do país. Em 2020, a Handel's foi nomeada como uma das 500 melhores franquias pela classificação Franchise 500 da Entrepreneur Magazine. A barraca original - localizada em Youngstown, Ohio - foi citada como “A barraca de sorvete mais movimentada da América” pelo Ohio Restaurant News.
Ela foi descrita pelo Ohio Restaurant News como “A barraca de sorvete mais movimentada da América”. A Chocolatier Magazine chamou o Handel's de “Um dos melhores sorvetes dos Estados Unidos”. Em 2006, a National Geographic nomeou o Handel's como o sorvete nº 1 em seu livro 10 Best of Everything. O sucesso do Handel's também foi documentado pela People Magazine, U.S. News & World Report e pelo livro Everyone Loves Ice Cream.